# Gareth John Evans
Pour les articles homonymes, voir Evans et Gareth Evans.
Gareth John Evans, né le 5 septembre 1944 à Melbourne est un homme politique australien ayant été sénateur de Victoria entre 1978 et 1996.Puis représentant de la circonscription de Holt de 1996 à 1999, Il a également été ministre des Affaires étrangères dans les gouvernements de Bob Hawke et Paul Keating.

## Biographie
Il a également présidé la Commission Gareth Evans faisant suite à l'initiative Global Zéro lancée en janvier 2008 prônant l'abolition des armes nucléaires. Cette commission a constaté que les conditions politiques nécessaires à l'élimination des armes nucléaires n'étaient toujours pas réunies à la fin des années 2000. L'objectif est donc de définir un désarmement maximal tout en conservant les conditions de sécurité déjà existantes. Cela vient s'inscrire dans une lignée militantisme anti-nucléaire australienne (commission Canberra 1995)[réf. nécessaire].